# Kredentialismus
Der vom englischen Credentialism abgeleitete Begriff wird häufig im Zusammenhang mit der Bildungsexpansion genannt. Kredentialismus oder Credentialism bezeichnet den hohen Wert von zertifizierten Bildungsabschlüssen im Arbeitsmarkt als Beweis für die erreichte Qualifizierung. Er geht insbesondere mit einer Überbewertung von hohen Bildungsabschlüssen bei gleichzeitiger Abwertung von Berufserfahrung einher. 
Der Begriff geht auf Seymour M. Miller zurück, der sich 1967 in einem Fachartikel für die American Orthopsychiatric Association kritisch darüber äußerte, dass ein zu großes Vertrauen in Bildungsabschlüsse als Ausschlusskriterium und somit zur Reproduktion und Legitimation sozialer Ungleichheiten beitragen würde. Dem Soziologen Pierre Bourdieu zufolge handelt es sich dabei also um „kulturelles Kapital“, das über erbrachte Leistungen zu Zertifizierungen führt und durch die verbesserten Einstellungschancen in prestigeträchtigen Arbeitsplätzen („soziales  Kapital“) leichter zu „ökonomischem Kapital“ transformiert werden kann.
Nach Randall Collins (1979) besteht beim gesellschaftlichen Kredentialismus die Gefahr, dass den Zeugnissen und Zertifikaten ein zu hoher Stellenwert eingeräumt wird und sie daher den Bewerbungsprozess verzerren können. Die faktischen Fähigkeiten, Kompetenzen und Erfahrungen treten in den Hintergrund, da Credits nur über Mechanismen etablierter Zertifizierungssysteme erreicht werden können. Collins postulierte daher eine „credential crisis“ des ausgehenden 20. Jahrhunderts.